# Танрикуловська сільська рада
Танрику́ловська сільська рада (рос. Танрыкуловский сельский совет) — сільське поселення у складі Альменєвського району Курганської області Росії.
Адміністративний центр — село Танрикулово.
Населення сільського поселення становить 917 осіб (2017; 1186 у 2010, 1331 у 2002).

## Склад
До складу сільського поселення входять:
| Населений пункт       | Населення, осіб (2002) | Населення, осіб (2010) |
| --------------------- | ---------------------- | ---------------------- |
| Козаккулово, присілок | 194                    | 153                    |
| Крутий Лог, присілок  | 154                    | 110                    |
| Під'ясово, присілок   | 176                    | 174                    |
| Танрикулово, село     | 807                    | 749                    |